# Kite (låt)
Kite är en låt skriven av artisten Benjamin Ingrosso tillsammans med Jon Shave, Anya Jones samt Vincent Pontare och Salem Al Fakir, även kända som Vargas & Lagola som haft ett flertal hits. Låten släpptes den 26 januari 2024, blev etta på Spotify Swedens topp 50 lista och var Ingrossos första riktiga musiksläpp på två år, bortsett från låten I Had it All And Let It Go skriven tillsammans med Björn Ulvaeus som släpptes på EP:n Benjamins - 2023. 
Ingrosso säger själv om låten: 
”Kite handlar för mig om den första gången du träffar någon ny och känslan du får att allt är möjligt, den eufori och frihet du känner när du träffar någon som får dig att känna som om du svävar högt över alla andra. Men det kan också handla om vad som helst som får dig att känna dig levande. Det kan handla om att livet är en fest och att våga testa sina vingar, om att vara ung och ha kul, men också om att bli kär och att förlora kärleken. Jag har nog aldrig varit så här exalterad över min musik som jag är med den här låten och all ny musik ni kommer få av mig detta år.”

## Andra versioner
Ingrosso släppte en akustisk version av låten tillsammans med norska Astrid S den 8 mars.
22 mars släppte han en version tillsammans med brittiske Olly Alexander, känd från Years & Years.